# John Smeaton
John Smeaton (ur. 8 czerwca 1724 w Austhorpe koło Leeds, zm. 28 października 1792 tamże) – angielski inżynier budownictwa. Bywa często określany „ojcem inżynierii lądowej”. Zaprojektował wiele mostów, kanałów, portów i latarni morskich. Był także inżynierem mechanikiem oraz fizykiem. Należał do Lunar Society oraz współzałożył pierwsze stowarzyszenie inżynierów. Laureat Medalu Copleya.

## Prawo oraz fizyka
Po studiach w Leeds, rozpoczął pracę razem z własnym ojcem w jego firmie prawniczej. Szybko jednak porzucił prawo na rzecz nauk ścisłych i rozpoczął wraz z Henrym Hindleyem) współpracę przy projektowaniu i wytwarzaniu narzędzi opartych na wiedzy matematycznej. W tym czasie zaprojektował pirometr.
W uznaniu zasług został członkiem Royal Society w 1753, a w roku 1759 otrzymał Medal Copleya za jego wkład w badania nad zagadnieniami związanymi z mechaniką pracy kół wodnych oraz wiatraków. To właśnie on, już w 1759 roku, zauważył oraz opublikował związek pomiędzy ciśnieniem a prędkością obiektów w powietrzu co zostało wykorzystane wiele lat później podczas rozwoju lotnictwa.
W latach 1759–1782, dokonał serii dalszych pomiarów i eksperymentów w tej dziedzinie, co doprowadziło go do wniosków potwierdzających teorię vis viva stworzoną przez niemieckiego naukowca Gottfrieda Leibniza, która w istocie była zaczątkiem zasady zachowania energii. To doprowadziło go do konfliktu z członkami akademickiego establishmentu którzy odrzucili teorię Leibniza, wierząc, że jest ona niezgodna z teorią Newtona dotyczącą zasadą zachowania pędu.

## Inżynieria lądowa
Z polecenia przez Royal Society, Smeaton zaprojektował trzecią konstrukcję latarni morskiej Eddystone w zatoce Plymouth, w latach (1755-59). Przy tej konstrukcji po raz pierwszy użył zaprawy opartej na bazie wapna gaszonego z dodatkiem trasu i żużla miedziowego, która mogła stwardnieć pod wodą. Poza tym zastosował technikę wiązania ze sobą granitowych bloków, użytych na budowie, na „jaskółczy ogon”, co zapewniło pożądaną odporność konstrukcji. Jego latarnia pozostała w stanie nienaruszonym do 1877 kiedy – z powodu erozji skał, stanowiących fundament konstrukcji – została rozebrana. Sam Smeaton podczas tej budowy zauważył, że w jego zaprawie zawarte są glina i piasek i które jako, że są nierozpuszczalne w kwasach, mogą mieć związek z twardnieniem pod wodą. Dalsze badania Smeatona utwierdziły go tej tezie, gdyż po wypaleniu różnych gatunków wapienia tylko te, które w kwasie pozostawiały osad gliniasty, tworzyły zaprawy twardniejące pod wodą. To odkrycie przyczyniło się do określenia kierunków badań, które doprowadziły do wynalezienia cementu portlandzkiego, powszechnie obecnie używanego materiału budowlanego.
Po podjęciu decyzji o skupieniu się na inżynierii lądowej, zaprojektował wiele konstrukcji budowlanych, a wiele z nich pozostaje w użyciu do dziś. Ze względu na jego wiedzę w tej dziedzinie, Smeaton został wezwany do sądu, aby udzielić – pierwszej znanej w historii – ekspertyzy naukowej podczas rozprawy sądowej.

## Inżynier mechanik
Jako inżynier mechanik, zapisał się w historii, jako twórca turbiny wodnej w Królewskich Ogrodach Botanicznych w 1761 oraz młyna wodnego w Alston w Cumbrii w 1767 (przypisuje się mu także wynalezienie pewnego rodzaju zapadki dla kół wodnych). W 1782 wybudował Chimney Mill w Newcastle upon Tyne, który był pierwszym wiatrakiem obracającym się do kierunku wiatru, powstałym na terenie Wielkiej Brytanii. Usprawnił silnik parowy autorstwa Thomasa Newcomena, wybudowawszy go wpierw w Chasewater w roku 1775.

## Dziedzictwo
Smeaton cieszący się wielkim szacunkiem wśród innych inżynierów, wniósł swój ogromny udział w Lunar Society oraz był założycielem „Smeatonian Society of Civil Engineers” w 1771, które było pierwszym w historii stowarzyszeniem inżynierów budownictwa. Stworzył powszechnie używany termin civil engineers (inżynierowie cywilni), dla odróżnienia od inżynierów wojskowych, a oznaczający inżynierów tworzących obiekty budowlane dla użyteczności publicznej. Po jego śmierci stowarzyszenie zmieniło nazwę na „Smeatonian Society”, następnie będąc protoplastą pierwszego międzynarodowego stowarzyszenia inżynierów budownictwa ICE, założonego w 1818.
Jego dzieło kontynuowało wielu uczniów, takich jak William Jessop, Benjamin Latrobe czy znany w Polsce John Baildon.
Zmarł z powodu udaru podczas spaceru w ogrodzie w Austhorpe. Został pochowany na parafialnym cmentarzu w Whitkirk, West Yorkshire.
Jego imieniem zostało nazwanych wiele obiektów budowlanych w Anglii, m.in. wiadukt drogowy w Leeds oddany do użytku w 2008.